# Aousserd
À ne pas confondre avec le nom d'un des camps de réfugiés sahraouis de la région de Tindouf, en Algérie
Aousserd (en arabe: أوسرد, en amazigh : Awssrd) est une localité du Sahara occidental sous contrôle marocain. Dans le cadre de l'actuelle administration marocaine, elle a le statut de commune rurale de la province marocaine d'Aousserd et de la région de Dakhla-Oued Ed Dahab.
Beaucoup de nomades n'y viennent qu'épisodiquement. Selon les données des derniers recensements marocains, de 1994 à 2004, sa population est passée de 672 à 5 832 habitants.

## Histoire
Aousserd est un ancien poste militaire espagnol dans la région saharienne du desert du Tiris .
Lors de la Guerre d'Ifni, le poste d'Aousserd est pris par les hommes de Benhamou Mesfioui chef de l'Armée de libération nationale (Maroc) , puis lors de l'opération écouvillion franco-espagnole en 1958, le poste est repris par l'armée française et rendu aux espagnols. 

## Géographie
La petite ville d'Aousserd est située au milieu du desert de Tiris à environ 350 km de la ville de Dakhla sur le territoire de parcours de la tribu des Oulad Delim.
Il y a peu de bâtiments permanents à Aousserd, les habitants se partagent entre sahraouis nomades ou semi-nomades disposant de logements sur place et les militaires de l'armée marocaine.

## Situation
Aousserd est située à proximité du mur des sables construit par l'armée marocaine. La ville dispose d'un poste de la Minurso et d'une piste d'atterrissage utilisée par les officiels.

## Sites touristiques
La région d'Aousserd dispose de nombreux sites de gravures rupestre:
- Bu Lariah
- Gleibat Ensur
- Gleibat el Musdar
- Mâatallah
- Lajwad
- Adrar Soutouf